# Страница (списание)
„Страница“ е българско списание за литература и хуманитаристика, основано през 1997 година във връзка с избирането на Пловдив за европейска столица на културата и издавано с финансовата подкрепа на Община Пловдив и на Пловдивския университет „Паисий Хилендарски“.
В редакционната колегия участват Александър Секулов, Борис Минков, Галина Лардева, Георги Лозанов, Димитър Келбечев, Клео Протохристова, Людмил Станев, Младен Влашки и Недялко Славов. Връзката между „Страница“ и Катедра по история на литературата и сравнително литературознание се осъществява не само чрез редакторския състав, но и посредством редовните критически рубрики на Младен Влашки (един от основателите на списанието), на Татяна Ичевска, на Гергина Кръстева и на Здравко Дечев.
Първият му главен редактор е Валери Начев.